# Constantin Rößler
Constantin Rößler, född 14 november 1820 i Merseburg, död 14 oktober 1896 i Berlin, var en tysk statsvetare och politisk publicist.
Rößler var 1847-60 docent och e.o. professor i statsvetenskap i Jena samt ägnade sig från 1860 i Berlin uteslutande åt politiskt författarskap i broschyrer, tidskrifter och tidningar. Stort uppseende väckte hans anonymt utgivna flygskrift Preußen und die italienische Frage (fjärde upplagan 1859), i vilken han krävde preussisk neutralitet i kriget mellan Österrike och Italien, samt hans båda likaledes anonyma flygskrifter under författningskampen Die bevorstehende Krisis der preußischen Verfassung (1862) och Preußen nach dem Landtage 1862 (samma år), i vilka han hänvisade på Otto von Bismarck som framtidsmannen för Preussen och Tyskland. Under kulturkampen skrev han Das deutsche Reich und die kirchliche Frage (1875).
Rößler var i tidningspressen livligt verksam som officiös förfäktare av Bismarcks politik. Han skrev från 1884 de utrikespolitiska översikterna i "Preußische Jahrbücher", anställdes 1892 i tyska utrikesministeriet och pensionerades 1894 med titeln geheime legationsråd. Hans Ausgewählte Aufsätze utgavs av Walter Rößler (1902; med biografisk inledning av Hans Delbrück).

## Fotnoter
1. 1 2 3 4 5 6 7 8 9 10 11 12 13  Anton Bettelheim (red.), Biographisches Jahrbuch und Deutscher Nekrolog, vol. 1, unknown value, s. 200-203, läs online, läs online, läs online, läs online och läs online .[källa från Wikidata]